# Tribonematales
Tribonematales é uma ordem de algas da classe Xanthophyceae (algas verde-amareladas).

## Taxonomia e sistemática
A ordem Tribonematales inclui as seguintes famílias:
- Heterodendraceae
- Heteropediaceae Hibberd, 1982
- Neonemataceae
- Tribonemataceae
- Xanthonemataceae Silva, 1980